# Campeonato Mundial de Esqui Estilo Livre de 2011
O Campeonato Mundial de Esqui Estilo Livre de 2011 foi a 13º edição do Campeonato Mundial de Esqui Estilo Livre, organizado pela Federação Internacional de Esqui (FIS). A competição foi disputada entre os dias 30 de janeiro a  7 de fevereiro de 2011, em Wasatch Range nos Estados Unidos. 

## Resultados
A seguir os resultados do campeonato mundial. Participaram 313 atletas que representam 36 países participaram do torneio. As Ilhas Virgens Britânicas fizeram sua estreia no campeonato. 

### Masculino
| Evento               | Ouro                           | Ouro   | Prata                        | Prata  | Bronze                        | Bronze |
| Ski Cross detalhes   | Christopher Del Bosco · Canadá |        | Jouni Pellinen · Finlândia   |        | Andreas Matt · Áustria        |        |
| Aerials detalhes     | Warren Shouldice · Canadá      | 253.66 | Qi Guangpu · China           | 250.95 | Anton Kushnir · Bielorrússia  | 249.63 |
| Moguls detalhes      | Guilbaut Colas · França        | 26.26  | Alexandre Bilodeau · Canadá  | 25.66  | Mikaël Kingsbury · Canadá     | 25.57  |
| Dual Moguls detalhes | Alexandre Bilodeau · Canadá    |        | Mikaël Kingsbury · Canadá    |        | Nobuyuki Nishi · Japão        |        |
| Halfpipe detalhes    | Mike Riddle · Canadá           | 45.6   | Kevin Rolland · França       | 45.2   | Simon Dumont · Estados Unidos | 43.2   |
| Slopestyle detalhes  | Alex Schlopy · Estados Unidos  | 41.8   | Sam Carlson · Estados Unidos | 41.5   | Russell Henshaw · Austrália   | 41.2   |

### Feminino
| Evento               | Ouro                         | Ouro   | Prata                           | Prata  | Bronze                          | Bronze |
| Ski Cross detalhes   | Kelsey Serwa · Canadá        |        | Julia Murray · Canadá           |        | Anna Holmlund · Suécia          |        |
| Aerials detalhes     | Shuang Cheng · China         | 188.40 | Xu Mengtao · China              | 188.23 | Olha Volkova · Ucrânia          | 178.59 |
| Moguls detalhes      | Jennifer Heil · Canadá       | 24.35  | Hannah Kearney · Estados Unidos | 24.31  | Kristi Richards · Canadá        | 23.71  |
| Dual Moguls detalhes | Jennifer Heil · Canadá       |        | Chloé Dufour-Lapointe · Canadá  |        | Hannah Kearney · Estados Unidos |        |
| Halfpipe detalhes    | Rosalind Groenewoud · Canadá | 44.7   | Jen Hudak · Estados Unidos      | 42.1   | Keltie Hansen · Canadá          | 38.8   |
| Slopestyle detalhes  | Anna Segal · Austrália       | 43.4   | Kaya Turski · Canadá            | 41.7   | Keri Herman · Estados Unidos    | 41.0   |

## Quadro de medalhas
| Ordem | País           | Medalha de ouro | Medalha de prata | Medalha de bronze |    |
| ----- | -------------- | --------------- | ---------------- | ----------------- | -- |
| 1     | Canadá         | 8               | 5                | 3                 | 16 |
| 2     | Estados Unidos | 1               | 3                | 3                 | 7  |
| 3     | China          | 1               | 2                | 0                 | 3  |
| 4     | França         | 1               | 1                | 0                 | 2  |
| 5     | Austrália      | 1               | 0                | 1                 | 2  |
| 6     | Finlândia      | 0               | 1                | 0                 | 1  |
| 7     | Áustria        | 0               | 0                | 1                 | 1  |
| 7     | Bielorrússia   | 0               | 0                | 1                 | 1  |
| 7     | Japão          | 0               | 0                | 1                 | 1  |
| 7     | Suécia         | 0               | 0                | 1                 | 1  |
| 7     | Ucrânia        | 0               | 0                | 1                 | 1  |
|       | TOTAL          | 12              | 12               | 12                | 36 |